# Celblok H
Celblok H was een Nederlandse dramaserie die draait om verschillende groepen gevangenen in een vrouwengevangenis. De productie was in handen van Willem Zijlstra. Celblok H werd voor het eerst uitgezonden op 3 maart 2014 bij SBS6. De serie is een Nederlandse bewerking van de Australische serie Wentworth.

## Productie
SBS6 heeft samen met producent Willem Zijlstra de remake-rechten van de Australische serie Wentworth gekocht. Vervolgens heeft Zijlstra samen met het creatieve team van de Nederlandse serie Dokter Tinus en scenaristen Nicolette Steggerda, Nienke Römer en Pauline van Mantgem en scripteditor Eva Aben de serie vertaald naar een Nederlands script. Op 29 november 2013 werd bekendgemaakt dat de serie er daadwerkelijk ging komen met in totaal tien afleveringen. De opnamen vonden plaats van november 2013 tot en met maart 2014.
In juni 2014 begon de productie van het tweede seizoen. In de Australische versie verlieten de personages Lex Holt, Erika Simons, Annet Çetin en Kim Chang de serie na het eerste seizoen. In de Nederlandse versie keerden Lex Holt (Inge Ipenburg) en Erika Simons (Marieke van Leeuwen) niet terug. Barbara Pouwels werd aan de cast toegevoegd als de nieuwe directrice Agnes Brinkhorst. Eind augustus 2016 begonnen de opnames van het vierde en laatste seizoen. De slotaflevering werd uitgezonden op 27 maart 2017.

## Rolbezetting

### Hoofdrollen
| Acteur                | Personage                   | Seizoen | Seizoen | Seizoen | Seizoen | Totaal |
| Acteur                | Personage                   | 1       | 2       | 3       | 4       | Totaal |
| --------------------- | --------------------------- | ------- | ------- | ------- | ------- | ------ |
| Isa Hoes              | Suzanne "Suus" Kramer       | 10 afl. | 12 afl. | 12 afl. | 12 afl. | 46     |
| Christine van Stralen | Elizabeth "Lies" van Gemert | 10 afl. | 12 afl. | 12 afl. | 12 afl. | 46     |
| Imanuelle Grives      | Dorien "Door" Breeveld      | 10 afl. | 12 afl. | 12 afl. | 12 afl. | 46     |
| Jaike Belfor          | Nancy "Boomer" Klimsop      | 10 afl. | 12 afl. | 12 afl. | 12 afl. | 46     |
| Eva Poppink           | Vera Maas                   | 10 afl. | 12 afl. | 12 afl. | 12 afl. | 46     |
| Mustafa Duygulu       | Altan Çetin                 | 10 afl. | 12 afl. | 12 afl. | 12 afl. | 46     |
| Eva van de Wijdeven   | Frederica "Freddy" Hendriks | 10 afl. | 12 afl. | 12 afl. | 6 afl.  | 40     |
| Barbara Pouwels       | Agnes Brinkhorst            |         | 12 afl. | 12 afl. | 12 afl. | 36     |
| Dimme Treurniet       | Rob "Beer" Berends          | 10 afl. | 12 afl. | 11 afl. |         | 33     |
| Stefan Rokebrand      | Maxine van Leeuwen          |         | 9 afl.  | 12 afl. | 12 afl. | 33     |
| Denise Aznam          | Kim Polotikan               | 10 afl. | 7 afl.  | 6 afl.  | 6 afl.  | 29     |
| Bo Maerten            | Tess de Waal                |         | 9 afl.  | 12 afl. |         | 21     |
| Caro Lenssen Ilse Ott | Bodine Westerveld           |         |         | 10 afl. | 9 afl.  | 19     |
| Medina Schuurman      | Catelijne "Caat" Bergsma    |         |         | 5 afl.  | 12 afl. | 17     |
| Elise van 't Laar     | Skye Pietersen              |         | 12 afl. |         |         | 12     |
| Loes Haverkort        | Anouk van Dam               |         |         |         | 12 afl. | 12     |
| Inge Ipenburg         | Alexandra "Lex" Holt        | 10 afl. |         |         |         | 10     |
| Marieke van Leeuwen   | Erika Simons                | 10 afl. |         |         |         | 10     |
| Mike Weerts           | Alex de Weert               |         |         |         | 8 afl.  | 8      |
| Daphne Bunskoek       | Annet Çetin                 | 4 afl.  |         |         |         | 4      |

### Bijrollen
| Acteur                  | Personage             | Seizoen | Seizoen | Seizoen | Seizoen | Totaal |
| Acteur                  | Personage             | 1       | 2       | 3       | 4       | Totaal |
| ----------------------- | --------------------- | ------- | ------- | ------- | ------- | ------ |
| Brechtje Kat            | Linda Muller          | 8 afl.  | 12 afl. | 12 afl. | 12 afl. | 44     |
| Hanneke Latchmansing    | Leonie Krone          | 7 afl.  | 4 afl.  | 6 afl.  | 11 afl. | 28     |
| Maartje van de Wetering | Meike Elders          |         | 9 afl.  | 10 afl. |         | 19     |
| Maja van den Broecke    | Lucy de Bok           |         |         | 7 afl.  | 11 afl. | 18     |
| Raymond Thiry           | Ben Stolk             | 6 afl.  | 1 afl.  | 3 afl.  | 2 afl.  | 12     |
| Sascha de Pimentel      | Sophie van Gemert     |         | 1 afl.  | 11 afl. |         | 12     |
| Gamze Tazim             | Emina Demir           |         |         |         | 11 afl. | 11     |
| Daantje Idelenburg      | Noortje Kramer        | 8 afl.  | 1 afl.  |         | 1 afl.  | 10     |
| Steef Cuijpers          | Kees Derksen          |         | 2 afl.  | 8 afl.  |         | 10     |
| Jord Knotter            | Cas de Ruiter         |         | 5 afl.  | 1 afl.  | 4 afl.  | 10     |
| Ortál Vriend            | Tamar Beukema         |         |         |         | 10 afl. | 10     |
| Poal Cairo              | Niels Jasper          |         | 3 afl.  | 5 afl.  | 1 afl.  | 9      |
| Leon Voorberg           | Erik Kramer           | 5 afl.  | 2 afl.  | 1 afl.  |         | 8      |
| Wieger Windhorst        | Dylan Holt            | 4 afl.  | 4 afl.  |         |         | 8      |
| Zoé van Weert           | Lotte "Lot" Dekker    |         |         | 8 afl.  |         | 8      |
| Bertrie Wierenga        | Mel de Groot          |         |         |         | 8 afl.  | 8      |
| Frans van Deursen       | Rechercheur Van Zalen |         |         | 7 afl.  |         | 7      |
| Carolien van den Berg   | Sonja Stevens         |         |         |         | 7 afl.  | 7      |
| Robin Elstak            | Simone                | 5 afl.  | 1 afl.  |         |         | 6      |
| Hugo Koolschijn         | Vader van Agnes       |         | 3 afl.  | 3 afl.  |         | 6      |
| Rian Gerritsen          | Tanja Richter         |         | 4 afl.  | 1 afl.  |         | 5      |
| Dennis Rudge            | Daan Kaap             |         |         |         | 5 afl.  | 5      |
| Nadia Amin              | Toni de Graaf         | 3 afl.  | 1 afl.  |         |         | 4      |
| Marike van Weelden      | Ronny                 | 4 afl.  |         |         |         | 4      |
| Mike Libanon            | Steve Landveld        |         | 4 afl.  |         |         | 4      |
| Giorgio Sanchez         | Randy Vreugdehil      |         |         |         | 4 afl.  | 4      |

## Verhaal

### Seizoen 1
Kapster Suzanne Kramer wordt al jarenlang mishandeld door haar man. Bij Suzanne slaan de stoppen door en ze pleegt een aanslag op haar man, maar wanneer ze betrapt wordt door haar dochter weet ze hem te redden. Suzanne zit haar voorarrest uit in celblok H van P.I. de Banckert. In de gevangenis krijgt Suzanne te maken met een machtsstrijd tussen medegedetineerden Lex en Freddy en moet ze ongewild kiezen bij welk team ze zit, met keiharde consequenties. Kiest Suzanne de juiste kant? En hebben haar keuzes wel plaats in het strenge en compromisloze regime? Ondertussen heeft Suzanne ook te maken met haar jonge en ambitieuze advocate Erika Simons, die zo snel mogelijk de top van de advocatuur wil bereiken, en er soms voor kiest om een kortere route dan de juiste weg te nemen.

### Seizoen 2
Na 3 maanden in de isoleer te hebben gezeten vanwege de moord op Lex mag Suus er eindelijk uit. In de tussentijd heeft Freddy de leiding overgenomen in de gevangenis. Ook is er een nieuwe directrice: Agnes Brinkhorst. Zij wil de gevangenis met harde hand aanpakken. Als doel de drugshandel te stoppen. Hiervoor worden er strenge maatregelen getroffen. Suus heeft maar één doel voor ogen: wraak nemen voor de moord op haar dochter.

### Seizoen 3
Vier maanden geleden heeft Suus Dylan Holt vermoord. Hiervoor wordt ze bestraft met levenslang. In P.I. de Banckert wordt ze door iedereen met open handen ontvangen en wordt ze de opvolgster van Freddy als de leider van de gevangenis. Maar het wordt alsmaar moeilijker voor Suus omdat Brinkhorst zich realiseert dat Suus haar gebruikt heeft. Agnes is vastbesloten dat de orde in de gevangenis te herstellen en ze gaat de strijd aan met Suus om deze te winnen. En Suus heeft maar één doel: Brinkhorst weg krijgen.

### Seizoen 4
Suus en haar crew keren terug in de opgeknapte P.I. de Banckert. Suus heeft levenslang gekregen en eigenlijk geen zin meer om topdog te zijn. Er liggen concurrenten op de loer, onder andere de wraakzuchtige Caat. Bovendien krijgt Suus te maken met Brinkhorst, de voormalige directeur, die nu als gevangene wordt binnengebracht. Ook leert Suus de mooie Anouk kennen, die een oogje op haar blijkt te hebben.

## Afleveringen
| Seizoen | Uitzendtijdstip | Afl. | Première        | Première             | Finale           | Finale             | Kijkcijfers |
| Seizoen | Uitzendtijdstip | Afl. | Datum           | Kijkcijfers première | Datum            | Kijkcijfers finale | Kijkcijfers |
| ------- | --------------- | ---- | --------------- | -------------------- | ---------------- | ------------------ | ----------- |
| 1       | Maandag 20.30   | 10   | 3 maart 2014    | 1.191.000            | 5 mei 2014       | 811.00             | 920.100     |
| 2       | Maandag 20.30   | 12   | 3 november 2014 | 823.000              | 19 januari 2015  | 776.000            | 800.083     |
| 3       | Maandag 20.30   | 12   | 18 januari 2016 | 1.089.000            | 22 februari 2016 | 1.094.000          | 1.027.500   |
| 4       | Maandag 20.30   | 12   | 9 januari 2017  | 631.000              | 27 maart 2017    | 581.000            | 553.416     |

## Opmerkingen
- Er is ook een Belgische variant gemaakt, genaamd Gent-West waarbij de verhaallijn grotendeels overeenkomt met die van Celblok H.